# Formulas Fatal to the Flesh
Formulas Fatal to the Flesh är det amerikanska death metal-bandet Morbid Angels sjätte fullängdsalbum, som gavs ut den 24 februari, 1998 av Earache Records.
Titeln refererar till den bibliska symbolen av Antikrist. Bokstaven "F" har nummer 6 i alfabetet och titeln innehåller tre stycken "F", därefter är titeln en kod för vilddjurets tal. Detta album är det första med Steve Tucker på bas och sång efter att David Vincent slutat. Trey Azagthoth stod för sången på låten "Invocation of the Continual One".

## Låtförteckning
1. "Heaving Earth" – 3:54
2. "Prayer of Hatred" – 4:28
3. "Bil Ur-Sag" – 2:30
4. "Nothing Is Not" – 4:44
5. "Chambers of Dis" – 3:30
6. "Disturbance in the Great Slumber" (instrumental) – 2:33
7. "Umulamahri" – 4:34
8. "Hellspawn: The Rebirth" – 2:43
9. "Covenant of Death" – 6:08
10. "Hymn to a Gas Giant" (instrumental) – 1:04
11. "Invocation of the Continual One" – 9:47
12. "Ascent Through the Spheres" (instrumental) – 2:02
13. "Hymnos Rituales de Guerra" (instrumental) – 2:43
14. "Trooper" (instrumental) – 0:56

- Text och musik: Trey Azagthoth (spår 1–11, 14), Pete Sandoval (spår 12, 13)

## Medverkande
Musiker (Morbid Angel-medlemmar)
- Trey Azagthoth – gitarr, keyboard, sång
- Pete Sandoval – trummor, slagverk
- Steve Tucker – basgitarr, sång

Produktion
- Trey Azagthoth – producent, mastering
- Mark Prator – producent, ljudtekniker
- Tom Morris – ljudtekniker, ljudmix, mastering
- Jim Morris – ljudtekniker
- Mitchell Howell – mastering
- Dan Muro – omslagsdesign, foto
- Nizin R. Lopez – omslagskonst